# トワ
「トワ」は、日本のバンド椿屋四重奏の3枚目のシングルである。2006年9月6日発売。発売元はUKプロジェクト。

## 概要
- インディーズ最後となるシングル。
- プロデュースに朝本浩文が参加している。
- PV監督は高田弘隆。

## 収録曲
全作詞・作曲・編曲:中田裕二
1. トワ
2. 共犯
3. トワ (カラオケ)

## 収録アルバム

### トワ
- ベスト『RED BEST』（2008年3月19日）

### 共犯
- ベスト『RED BEST』（2008年3月19日）